# Scrophularia shikokiana
Scrophularia shikokiana är en flenörtsväxtart som beskrevs av Kitamura. Scrophularia shikokiana ingår i släktet flenörter, och familjen flenörtsväxter. Inga underarter finns listade i Catalogue of Life.